# Dmitriy Balandin
Dmitriy Balandin (n. 4 aprilie 1995, Almaty, Kazahstan) este un înotător ce a reprezentat Kazahstan, medaliat olimpic. A participat la două ediții ale Jocurilor Olimpice (2016, 2020) în care a câștigat o medalie de aur.